# Эдбальд
Эдбальд (умер 20 января 640) — король Кента в 616—640 годах.

## Биография
Сын Этельберта I и Берты, Эдбальд оставил христианскую веру и погрузился в идолопоклонство. Беда Достопочтенный утверждает, что, будто бы, он женился на своей мачехе (имя её неизвестно). Осуждение Бедой Эдбальда вряд ли справедливо, так как тот был язычником и женился на мачехе по древнему германскому обычаю. Порочная жизнь произвела в нём леность и малодушие. Все владения, покорённые его отцом, сбросили его иго, а паче всех король Мерсии. Эдбальд не имел ни силы ни духа к подкреплению того, что оставил ему его отец. Обоими этими преступлениями он дал повод вернуться к язычеству тем, кто в правление его отца принял законы христианства из страха перед королём или ради его милостей. Идолопоклонство в стране достигло таких масштабов, что епископы Меллит, Юст и Лаврентий решили оставить свою паству и уехать в Галлию. Меллит и Юст так и поступили, а Лаврентий всё же остался.
К концу жизни Эдбальд всё же по настоянию архиепископа Кентерберийского Лаврентия приведён был в лоно церкви и до смерти прожил богоугодно. Став христианином, Эдбальд отказался от этого брака и женился на франкской принцессе Эмме, дочери короля Австразии Теодеберта II. Король также вновь призвал из Галлии Меллита и Юста, прося их вернуться и спокойно управлять своими церквями. Они вернулись через год после отбытия, и Юст отправился в город Хроф, где пребывал прежде. Меллита же жители Лондона отказались принять, предпочитая служить жрецам своих идолов. Король Эдбальд имел меньше власти, чем его отец, и не мог восстановить епископа в его церкви против воли язычников. Однако король-отступник, по словам Беды, не избегнул бича кары Божьей в наказание за свои грехи, ибо случались у него частые приступы безумия, и он был одержим нечистым духом.

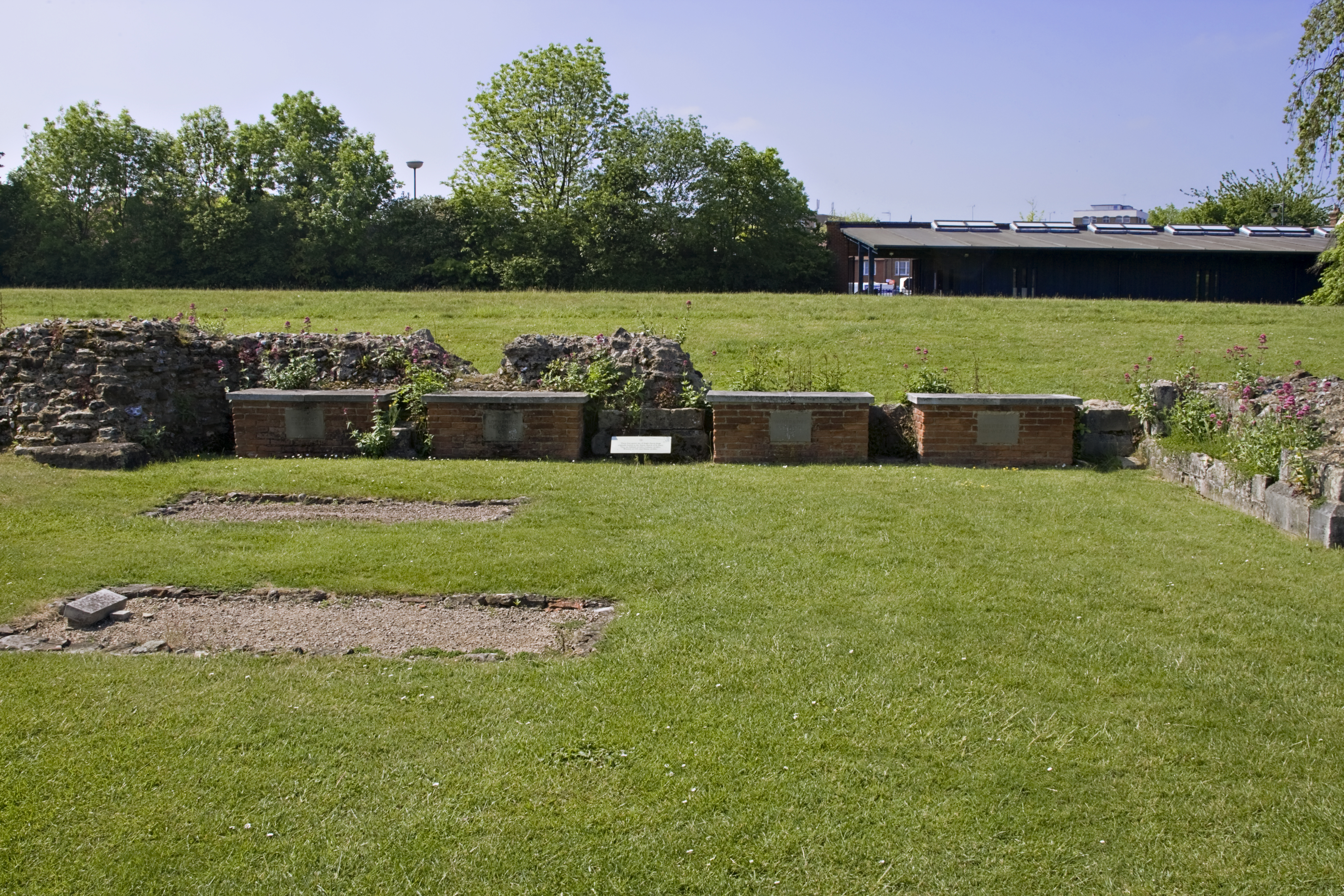
Могилы четырёх кентских королей в Аббатстве святого Авустина Могила Эдбальда — крайняя слева

От своей первой жены (бывшей своей мачехи) Эдбальд имел сына Милдреда Лимингского, а от второй жены Эммы Австразийской — двух сыновей Эрменреда и Эрконберта, а также дочь Энсвит, которая основала Фолкстоунский монастырь. Выдал свою сестру Этельбургу замуж за Эдвина короля Нортумбрии.
Эдбальд правил двадцать четыре года и умер 20 января 640 года.